# 12e cérémonie des St. Louis Film Critics Association Awards
La 12e cérémonie des St. Louis Film Critics Association Awards (SLFCA Awards), décernés par la St. Louis Film Critics Association a récompensé les films réalisés dans l'année.

## Palmarès

### Meilleur film
- Spotlight
  - Finaliste : Vice-versa (Inside Out)
    - Mad Max: Fury Road
    - Room
    - The Revenant

### Meilleur réalisateur
- Tom McCarthy pour Spotlight
  - Finaliste : George Miller pour Mad Max: Fury Road
    - Alejandro González Iñárritu pour The Revenant
    - Todd Haynes pour Carol
    - Ridley Scott pour Seul sur Mars (The Martian)

### Meilleur acteur
- Leonardo DiCaprio pour The Revenant
  - Finaliste : Ian McKellen pour Mr. Holmes
    - Abraham Attah pour Beasts of No Nation
    - Matt Damon pour Seul sur Mars (The Martian)
    - Eddie Redmayne pour Danish Girl

### Meilleure actrice
- Brie Larson pour Room
  - Finaliste : Saoirse Ronan pour Brooklyn
    - Cate Blanchett pour Carol
    - Charlize Theron pour Mad Max: Fury Road
    - Alicia Vikander pour Danish Girl

### Meilleur acteur dans un second rôle
- Sylvester Stallone pour Creed : L'Héritage de Rocky Balboa (Creed)
  - Finaliste : Mark Rylance pour Le Pont des espions (Bridge of Spies)
    - Paul Dano pour Love and Mercy
    - Idris Elba pour Beasts of No Nation
    - Mark Ruffalo pour Spotlight

### Meilleure actrice dans un second rôle
- Alicia Vikander pour Ex Machina
  - Finalistes : Kristen Stewart pour Sils Maria (Clouds of Sils Maria) et Rooney Mara pour Carol
    - Jennifer Jason Leigh pour Les Huit Salopards (The Hateful Eight)
    - Kate Winslet pour Steve Jobs

### Meilleur scénario original
- Spotlight – Tom McCarthy et Josh Singer
  - Finaliste : Ex Machina – Alex Garland
    - Sils Maria (Clouds of Sils Maria) – Olivier Assayas
    - Les Huit Salopards (The Hateful Eight) – Quentin Tarantino
    - Vice-versa (Inside Out) – Pete Docter, Meg LeFauve et Josh Cooley

### Meilleur scénario adapté
- Seul sur Mars (The Martian) – Drew Goddard
  - Finaliste : Brooklyn – Nick Hornby
    - Creed : L'Héritage de Rocky Balboa (Creed) – Ryan Coogler et Aaron Covington
    - Room – Emma Donoghue
    - Steve Jobs – Aaron Sorkin

### Meilleure photographie
- The Revenant – Emmanuel Lubezki
  - Finaliste : Carol – Edward Lachman
    - Beasts of No Nation – Cary Fukunaga
    - Les Huit Salopards (The Hateful Eight) – Richard Richardsson
    - Mad Max: Fury Road – John Seale

### Meilleurs effets visuels
- Mad Max: Fury Road
  - Finaliste : The Walk
    - Ex Machina
    - Seul sur Mars (The Martian)
    - The Revenant

### Meilleur montage
- Mad Max: Fury Road – Margaret Sixel
  - Finaliste : The Revenant – Stephen Mirrione
    - Seul sur Mars (The Martian) – Pietro Scalia
    - Spotlight – Tom McArdle
    - The Big Short : Le Casse du siècle (The Big Short) – Hank Corwin

### Meilleure musique de film
- Les Huit Salopards (The Hateful Eight) – Ennio Morricone
  - Finaliste : Vice-versa (Inside Out) – Michael Giacchino
    - Carol – Carter Burwell
    - It Follows – Disasterpeace
    - Mad Max: Fury Road – Junkie XL

### Meilleure bande originale
- Love and Mercy
  - Finaliste : NWA : Straight Outta Compton (Straight Outta Compton)
    - Amy
    - Dope
    - Seul sur Mars (The Martian)

### Meilleure direction artistique
- Mad Max: Fury Road
  - Finalistes : Brooklyn, Carol et Danish Girl
    - Cendrillon (Cindirella)

### Meilleure comédie
- Crazy Amy (Trainwreck)
  - Finaliste : This Is Not a Love Story (Me and Ealr and the Dying Girl)
    - Spy
    - Vampires en toute intimité (What We Do in the Shadows)
    - Vice-versa (Inside Out)

### Meilleur film en langue étrangère
- Goodnight Mommy (Ich seh Ich seh) •  Autriche
  - Finaliste : Le Fils de Saul (Saul fia) •  Hongrie
    - Les Nouveaux Sauvages (Relatos salvajes) •  Argentine  Espagne
    - Phoenix •  Allemagne
    - The Assassin (聶隱娘) •  Taïwan

### Meilleur film d'animation
- Vice-versa (Inside Out)
  - Finaliste : Anomalisa
    - Le Voyage d'Arlo (The Good Dinosaur)
    - Shaun le mouton, le film (Shaun the Sheep Movie)
    - Snoopy et les Peanuts, le film (The Peanuts Movie)

### Meilleur film documentaire
- Amy
  - Finaliste : The Look of Silence
    - Best of Enemies
    - Cartel Land
    - The Hunting Ground

### Pire Film
- Les 4 Fantastiques (Fantastic Four)
  - Finaliste : Aloha
    - Jem and the Holograms
    - Jupiter Ascending
    - Mortdecai
    - Paul Blart : Mall Cop 2
    - Stonewall
    - Strange Magic
    - The RIdiculous 6
    - Un voisin trop parfait (The Boy Next Door)

### Mérite spécial
(pour la meilleure scène, technique cinématographique ou autre aspect ou moment mémorable)
- Premier combat pro d'Adonis pour Creed : L'Héritage de Rocky Balboa